# Vilarinho (Lousã)
Vilarinho is een plaats (freguesia) in de Portugese gemeente Lousã en telt 2172 inwoners (2001).